# Dichilanthe zeylanica
Dichilanthe zeylanica là một loài thực vật có hoa trong họ Thiến thảo. Loài này được Thwaites mô tả khoa học đầu tiên năm 1856.